# 保安幹部訓練大隊
保安幹部訓練大隊，是盟军托管朝鲜时期北朝鮮地區的防衛組織，後來的人民集團軍，最終改組為朝鮮人民軍。

## 概要
1946年1月11日，為確保鐵路安全，從地方警察保安隊中特別設置鐵路保安隊。
之後擴充鐵路保安隊，同年8月15日解放1周年，改組為保安幹部訓練大隊。在此前後軍官學校，中央保安幹部学校，平壤學院相繼成立，養成軍隊和警察幹部。
司令官由崔庸健出任，使金日成地位更穩固。